# LPGA of Korea Tour
Le KLPGA Tour est un circuit professionnel de golf féminin qui se déroule en Corée du Sud. Il est organisé par la Korea Ladies Professional Golf Association.
Il dispose d'un circuit secondaire, le Dream Tour (depuis 2000), et d'un circuit tertiaire, le Jump Tour (depuis 2006).
Ce circuit fait partie des quatre grands circuits de golf féminin derrière le LPGA Tour en Amérique du Nord, le Ladies European Tour en Europe et le JLPGA Tour au Japon. De grandes joueuses sont issus de ce circuit telle que Se Ri Pak, cependant les meilleures rejoignent le circuit américain. Un tournoi compte pour la LPGAKT et la LPGA : le Korea Championship.

## Palmarès
| Année | Joueuse        | Gains (₩)     | Victoires                                                             |
| ----- | -------------- | ------------- | --------------------------------------------------------------------- |
| 2024  | Yoon Ina       | 1,211,415,715 | 3 – Bae So-hyun, Lee Ye-won, Ma Da-so, Park Hyun-kyung, Park Ji-young |
| 2023  | Lee Ye-won     | 1,424,817,530 | 4 – Im Jin-hee                                                        |
| 2022  | Park Min-ji    | 1,477,921,143 | 6 – Park Min-ji                                                       |
| 2021  | Park Min-ji    | 1,521,374,313 | 6 – Park Min-ji                                                       |
| 2020  | Kim Hyo-joo    | 797,137,207   | 2 – An Na-rin, Choi Hye-jin, Kim Hyo-joo, Park Hyun-kyung             |
| 2019  | Choi Hye-jin   | 1,207,162,636 | 5 – Choi Hye-jin                                                      |
| 2018  | Lee Jeong-eun  | 957,641,447   | 3 – Lee So-young                                                      |
| 2017  | Lee Jeong-eun  | 1,149,052,534 | 4 – Lee Jeong-eun                                                     |
| 2016  | Park Sung-hyun | 1 333 090 667 | 7 – Park Sung-hyun                                                    |
| 2015  | Chun In-gee    | 913 760 833   | 5 – hun In-gee                                                        |
| 2014  | Kim Hyo-joo    | 1 208 978 590 | 5 – Kim Hyo-joo                                                       |
| 2013  | Jang Ha-na     | 689 542 549   | 3 – Jang Ha-na, Kim Sei-young                                         |
| 2012  | Kim Ha-neul    | 458 898 803   | 3 – Kim Ja-young                                                      |
| 2011  | Kim Ha-neul    | 524 297 417   | 3 – Kim Ha-neul                                                       |
| 2010  | Lee Bo-mee     | 557 276 856   | 3 – Lee Bo-mee                                                        |
| 2009  | Hee-kyung Seo  | 663 759 286   | 5 – Hee-kyung Seo                                                     |
| 2008  | Jiyai Shin     | 765 184 500   | 7 – Jiyai Shin                                                        |
| 2007  | Jiyai Shin     | 674 541 667   | 9 – Jiyai Shin                                                        |
| 2006  | Jiyai Shin     | 374 054 333   | 3 – Jiyai Shin                                                        |
| 2005  | Kyeong Bae     | 195 237 450   | 2 – Lee Jee-young, Song Bo-bae                                        |